# Artemisia fontanesiana
Artemisia fontanesiana là một loài thực vật có hoa trong họ Cúc. Loài này được Besser mô tả khoa học đầu tiên năm 1835.